# Analog
Analog je album Drage Mlinarca. Sadrži ambijentalno-eksperimentalne skladbe.
Kazeta snimljena s Aldom Ivančićem iz sastava "Borghesia". A-strana albuma donosi instrumentalnu glazbu, dok se na B-strani nalaze tri akustične skladbe.
Album je snimljen u razdoblju kad se Mlinarec povukao iz javnog života na selo.

## Popis pjesama
A Well Yopu Know... Okee

B1 Predvečerje puno skepse
	 	
B2 Dijana u gradu
 	
B3 Ce'st